# Max Gaillard
Max Gaillard, né le 5 juillet 1928 à Méaudre et mort le 31 mars 1999 à La Tronche, est un militaire français, officier ayant participé à l'occupation de l'Autriche après la Seconde Guerre mondiale, à la guerre d'Indochine et à la guerre d'Algérie. Il termine sa carrière général de corps d'armée.
Il fut notamment commandant de la 27e Division alpine entre 1982 et 1984 et général major régional de la 5e région militaire de 1984 à 1986.

## Biographie

### Débuts militaires
En 1947, il est admis à l'École spéciale militaire de Saint-Cyr (promotion Rhin et Danube -1947-1949). À l'époque, les saint-cyriens effectuent une première année de stage probatoire en corps de troupe au grade de soldat. Le jeune Max Gaillard est alors affecté au 153e Régiment d'Infanterie à Mutzig. À l'issue de sa scolarité à Saint-Cyr, il termine 9e sur 322 élèves classés. Il intègre ensuite l'École d'application de l'infanterie, alors basée à Coëtquidan, dont il sort major de promotion.
Jeune lieutenant, Max Gaillard est affecté comme chef de section à la 3e compagnie du 7e Bataillon de Chasseurs Alpins. Il rejoint le Tyrol du nord dans le cadre de l'occupation par les forces françaises de l'Autriche entre 1945 et 1955.

### Campagnes
- Guerre d'Indochine : du 17/02/1952 au 17/05/1954
- Guerre d'Algérie : du 18/06/1956 au 09/08/1958
- Guerre d'Algérie : du 21/09/1961 au 16/12/1962

#### Guerre d'Indochine
Le lieutenant Gaillard débarque à Saïgon le 27 janvier 1952. Il est affecté au 23e régiment d'infanterie coloniale où il commande le commando no 1 à Dâm Hà au nord du Vietnam près de la frontière chinoise. Il s'y distingue par son courage au combat et reçoit pas moins de 4 citations en Indochine.

#### Guerre d'Algérie
D'abord affecté au 3e bataillon du 22e Régiment d'Infanterie lors de son premier séjour en Algérie (1956-1958), il sert ensuite comme commandant de la 2e compagnie du 15e Bataillon de Chasseurs Alpins de 1961 à 1962.

#### Retour en métropole
Il sert ensuite comme chef de bataillon au 6e Bataillon de Chasseurs Alpins entre 1964 et 1968, puis au 22e Bataillon de Chasseurs Alpins dont il est le chef de corps jusqu'en 1972, et est élevé au grade de lieutenant-colonel. Par la suite il rejoint l'état-major de l'armée de terre à Paris en tant qu'adjoint au chef du 3e bureau (section coordination, études et plans) chargé de la synthèse dans le domaine  de la prospective.
Il est diplômé du brevet d'études militaires supérieures.
Il est nommé chef de corps du 5e Régiment d'Infanterie en 1974. Par la suite, il sera notamment commandant de la 27e Division Alpine entre 1982 et 1984 et général major régional de la 5eRégion Militaire de 1984 à 1986.

### Grades successifs
- 01/11/1947 : 2e classe
- 01/04/1948 : caporal-chef
- 01/06/1948 : sergent
- 01/10/1949 : sous-lieutenant
- 01/10/1951 : lieutenant
- 01/10/1957 : capitaine (à titre temporaire)
- 04/04/1958 : capitaine (à titre définitif)
- 01/07/1964 : chef de bataillon
- 01/07/1970 : lieutenant-colonel
- 01/10/1973 : colonel
- 01/12/1978 : général de brigade
- 01/01/1983 : général de division
- 01/05/1986 : général de corps d'armée

## Décorations

### Intitulés
- Commandeur de la Légion d'honneur (1983) ; chevalier en 1956 ; officier en 1973.
- Croix de guerre des Théâtres d'opérations extérieurs, avec 4 citations, dont 3 à l'ordre de la division
- Croix de la Valeur militaire, avec 2 citations, dont 1 à l'ordre de la division
- Croix du combattant
- Médaille coloniale, avec agrafes « Théâtres d'opérations extérieures »
- Médaille commémorative de la campagne d'Indochine
- Médaille commémorative des opérations de sécurité et de maintien de l'ordre
- Médaille de la jeunesse, des sports et de l'engagement associatif, argent